# Nurislam Sanayev
Nurïslam Sanajev (født 9. februar 1991) er en kasakhisk bryder, der konkurrerer i fristil.
Han repræsenterede Kasakhstan ved sommer-OL 2016 i Rio de Janeiro, hvor han blev elimineret i omspillet.
Under sommer-OL 2020 i Tokyo, som blev afholdt i 2021, tog han bronze.